# 幸福 (岡村靖幸のアルバム)
『幸福』（こうふく）は岡村靖幸の7枚目のオリジナルアルバム。2016年1月26日にV4 Record／SPACE SHOWER MUSICより発売された。

## 概要
オリジナルアルバムとしては前作『Me-imi』より、11年半振りに発売された。
2015年11月15日付の朝日新聞朝刊で本作発売が全面カラー広告で告知され、仕様形態やジャケット等の詳細が発表されたが、収録曲は事前発表が無く、アルバム発売をもって解禁となった。
ジャケットアートワークは、2013年発売のシングル「ビバナミダ」も手がけた、現代美術家の会田誠によるもの。
本作は、音楽とアートワークで一つの作品として制作したためダウンロード・ストリーミングは発売当時から当分行われず、アルバムツアー初日の前日である4月8日より開始された。
通常盤、オンラインストア（SPACE SHOWER STORE）にて受注生産限定の『デラックスエディション』（内容は後述）の2形態で発売。
『デラックスエディション」は発売告知同日から1ヶ月間の期間限定で受注が行われた。
アナログ盤が4月9日よりツアー会場限定で、ツアー終了後7月6日より一般発売された。

## 受注生産限定デラックスエディション収録内容
- 「幸福」Blu-spec CD2仕様
- 写真集「台北日記」（撮影：川島小鳥）
- ドキュメンタリーDVD「平熱大陸」（監督：村尾輝忠）
- ボーナス映像「彼氏になって優しくなって」ミュージック・ビデオ

## 収録曲
| 全作詞・作曲: 岡村靖幸（特記以外）、全編曲: 岡村靖幸。 |                                                           |                      |                      |      |
| #                                                      | タイトル                                                  | 作詞                 | 作曲・編曲           | 時間 |
| 1.                                                     | 「できるだけ純情でいたい」                                | 岡村靖幸（特記以外） | 岡村靖幸（特記以外） | 6:06 |
| 2.                                                     | 「新時代思想」                                            | 岡村靖幸（特記以外） | 岡村靖幸（特記以外） | 4:50 |
| 3.                                                     | 「ラブメッセージ」                                        | 岡村靖幸（特記以外） | 岡村靖幸（特記以外） | 4:13 |
| 4.                                                     | 「揺れるお年頃」                                          | 岡村靖幸（特記以外） | 岡村靖幸（特記以外） | 3:41 |
| 5.                                                     | 「愛はおしゃれじゃない」(作詞: 小出祐介 / Base Ball Bear) | 岡村靖幸（特記以外） | 岡村靖幸（特記以外） | 5:50 |
| 6.                                                     | 「ヘアー」                                                | 岡村靖幸（特記以外） | 岡村靖幸（特記以外） | 4:05 |
| 7.                                                     | 「ビバナミダ」(作詞: 西寺郷太・岡村靖幸)                  | 岡村靖幸（特記以外） | 岡村靖幸（特記以外） | 5:34 |
| 8.                                                     | 「彼氏になって優しくなって」                              | 岡村靖幸（特記以外） | 岡村靖幸（特記以外） | 5:37 |
| 9.                                                     | 「ぶーしゃかLOOP」                                        | 岡村靖幸（特記以外） | 岡村靖幸（特記以外） | 3:50 |
| 合計時間:                                              | 合計時間:                                                 | 43:46                |                      |      |

### 楽曲解説
1. できるだけ純情でいたい
2. 新時代思想
3. ラブメッセージ
30thシングル
4. 揺れるお年頃
5. 愛はおしゃれじゃない
28thシングル
6. ヘアー
30thシングルのカップリング曲
7. ビバナミダ
27thシングル
8. 彼氏になって優しくなって
29thシングル
9. ぶーしゃかLOOP
オフィシャルサイトのトップページにて流れる楽曲。本作にはアルバム用にリミックスされたアルバムバージョンで収録。

## タイアップ
- 「映画 みんな!エスパーだよ!」主題歌(#3)
- フジテレビ系バラエティ番組『久保みねヒャダこじらせナイト』テーマソング(#5)
- テレビアニメ『スペース☆ダンディ』オープニングテーマ(#7)